# YARSAV
YARSAV (acronyme de Yargıçlar ve Savcılar Birliği, en français Syndicat des juges et procureurs) est un syndicat professionnel turc fondé en 2006. Premier et unique syndicat de magistrats en Turquie, l'association a regroupé jusqu'à plusieurs milliers de juges et procureurs turcs souhaitant affirmer leur indépendance par rapport au pouvoir exécutif.
Le 23 juillet 2016, à la suite du décret instaurant l'état d'urgence après la tentative de coup d'État en Turquie, l'association est dissoute par le gouvernement de Recep Tayyip Erdogan et son président, Murat Arslan, est placé en détention provisoire. Plusieurs milliers de magistrats turcs indépendants sont également remplacés par des juristes proches du pouvoir, voire placés en détention.

## Histoire

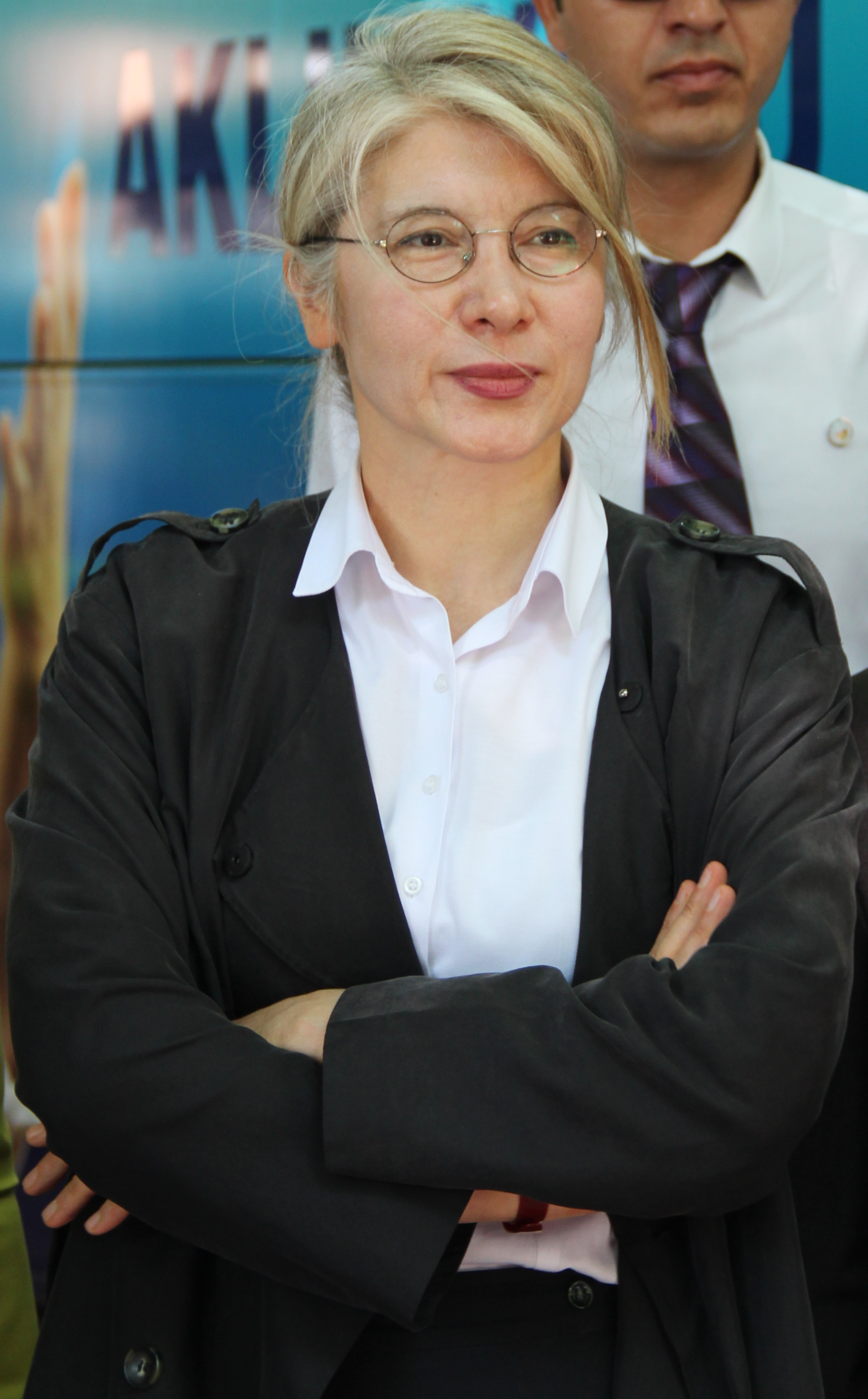
La magistrate turque Emine Ülker Tarhan, présidente de YARSAV de 2009 à 2011.

Le syndicat a été fondé le 26 juin 2006 à Ankara par 501 magistrats (juges ou procureurs), avec pour président Ömer Faruk Eminağaoğlu. Il s'agit de la première organisation professionnelle jamais créée dans le système judiciaire turc.
Le syndicat fait l'objet de pressions répétées du pouvoir exécutif visant à le rendre illégal. De nombreux recours sont déposés devant le Conseil d'État afin de provoquer sa dissolution. L'association, qui comptait plusieurs représentants au Haut Conseil des juges et procureurs (HSYK), voit ses membres écartés à la suite d'une réforme conduite par Erdogan. Le HSYK prononce par la suite de nombreuses mesures vexatoires envers les magistrats de YARSAV, telles que des dessaisissements d'enquêtes, des mutations arbitraires (parfois en cours de procès) ou des remplacements par des juristes membres du parti présidentiel (AKP).
YARSAV prend part aux manifestations de l'été 2013 (dit « mouvement du parc Gezi »). Emine Ülker Tarhan, ancienne présidente du syndicat, bloque le passage véhicule blindé équipé d'un canon à eau en s'asseyant devant.
Le 23 juillet 2016, à la suite du décret instaurant l'état d'urgence après la tentative de coup d'État en Turquie, l'association est dissoute par le pouvoir exécutif. Environ 10 000 fonctionnaires, dont 2745 magistrats, sont alors limogés et placés en garde à vue, voire en détention. En avril 2017, 2000 juges et procureurs seraient toujours en prison en Turquie, et 5000 auraient été identifiés par le gouvernement comme appartenant à une organisation dissidente. 
Le 27 octobre 2016, le juge Murat Arslan, ancien président du syndicat, est arrêté, placé en détention et inculpé de « participation à une organisation à caractère terroriste ». Son nom figure parmi ceux sélectionnés en août 2017 pour l'attribution du Prix des droits de l'homme Vaclav-Havel, décerné par le Conseil de l'Europe. Le 9 octobre 2017, Arslan obtient le Prix des droits de l'homme.  

## Objectifs
Outre la défense des intérêts professionnels et des conditions de travail des juges et procureurs turcs, YARSAV affirme lutter :
- Pour l'indépendance de la justice et des magistrats, en dénonçant toute forme de pression de la part du pouvoir exécutif et toute entrave au déroulement des enquêtes ;
- Pour le renforcement d'un État de droit laïque et social, et la stabilité des institutions.

Ce faisant, elle se montre très critique envers le pouvoir exécutif, dénonçant la politique de répression menée par le président Recep Tayyip Erdogan.

## Réactions et soutiens
L'association reçoit le soutien de nombreuses organisations internationales dans sa lutte pour l'indépendance de la justice turque. L'Union syndicale des magistrats et le Syndicat de la magistrature, les deux principaux syndicats de magistrats français, apportent leur soutien à YARSAV et ont accueilli certains de ses membres dans leurs réunions. L'Association européenne des magistrats, le Conseil européen des barreaux et la Fédération européenne des journalistes ont effectué une déclaration de soutien commune.
Dans une tribune dans le journal Le Monde, Robert Badinter et plusieurs magistrats français ont fait écho au combat de YARSAV, qualifiant son action de « dernier SOS des juges turcs libres ».
La promotion 2017 de l'École nationale de la magistrature porte le nom de l'association.

## Présidents
- Ömer Faruk Eminağaoğlu : 26 juin 2006 - 15 novembre 2009
- Emine Ülker Tarhan : 15 novembre 2009 - 10 mars 2011
- Murat Arslan : 16 mars 2011 - 23 juillet 2016